# Julya Lo'ko
Julya Lo'ko (Julya Lekranty) (12 september 1957) is een Nederlandse zangeres van Moluks-Indonesische afkomst.

## Leven en werk

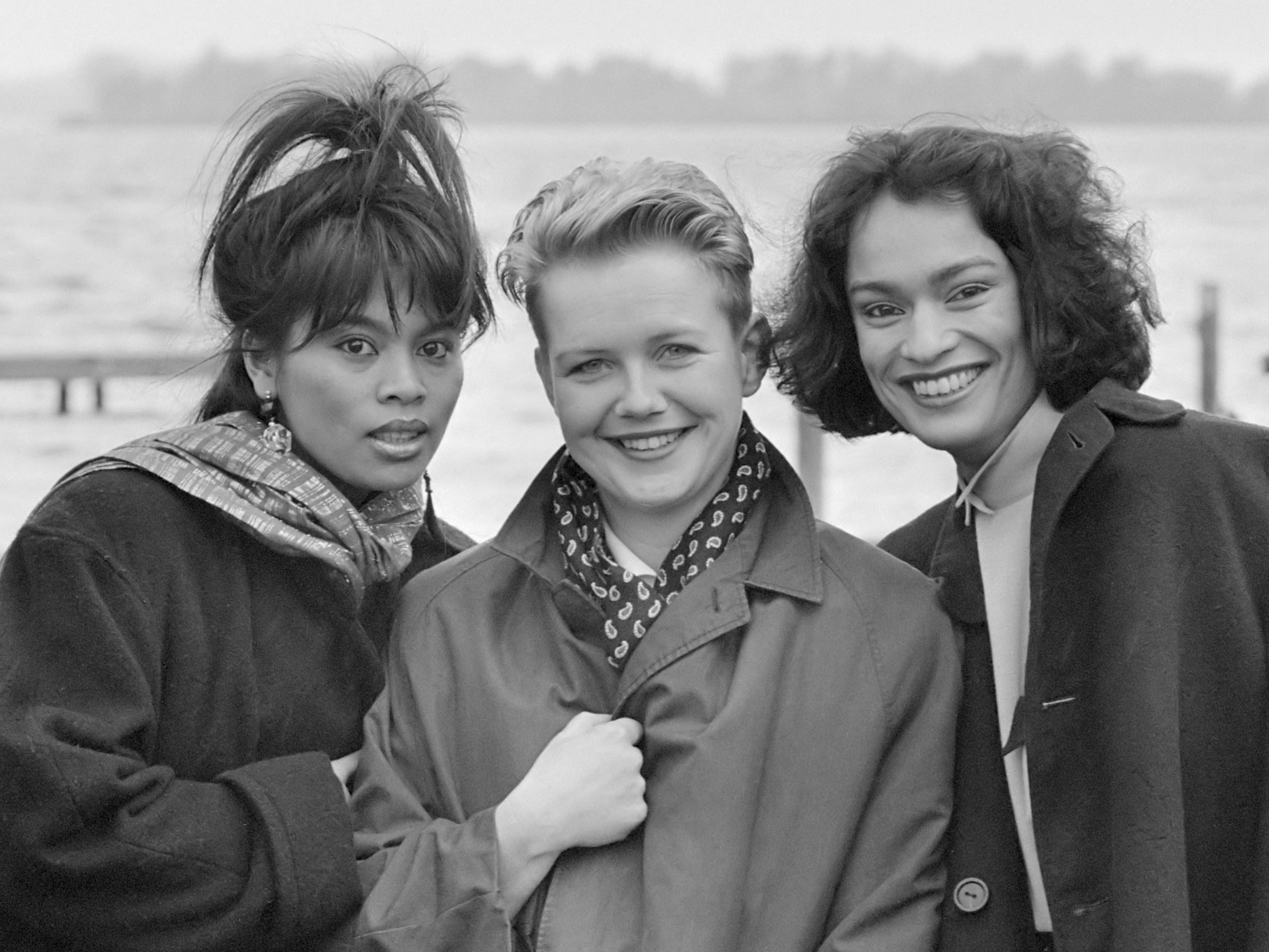
Lo'ko met Mathilde Santing en Astrid Seriese (1985)

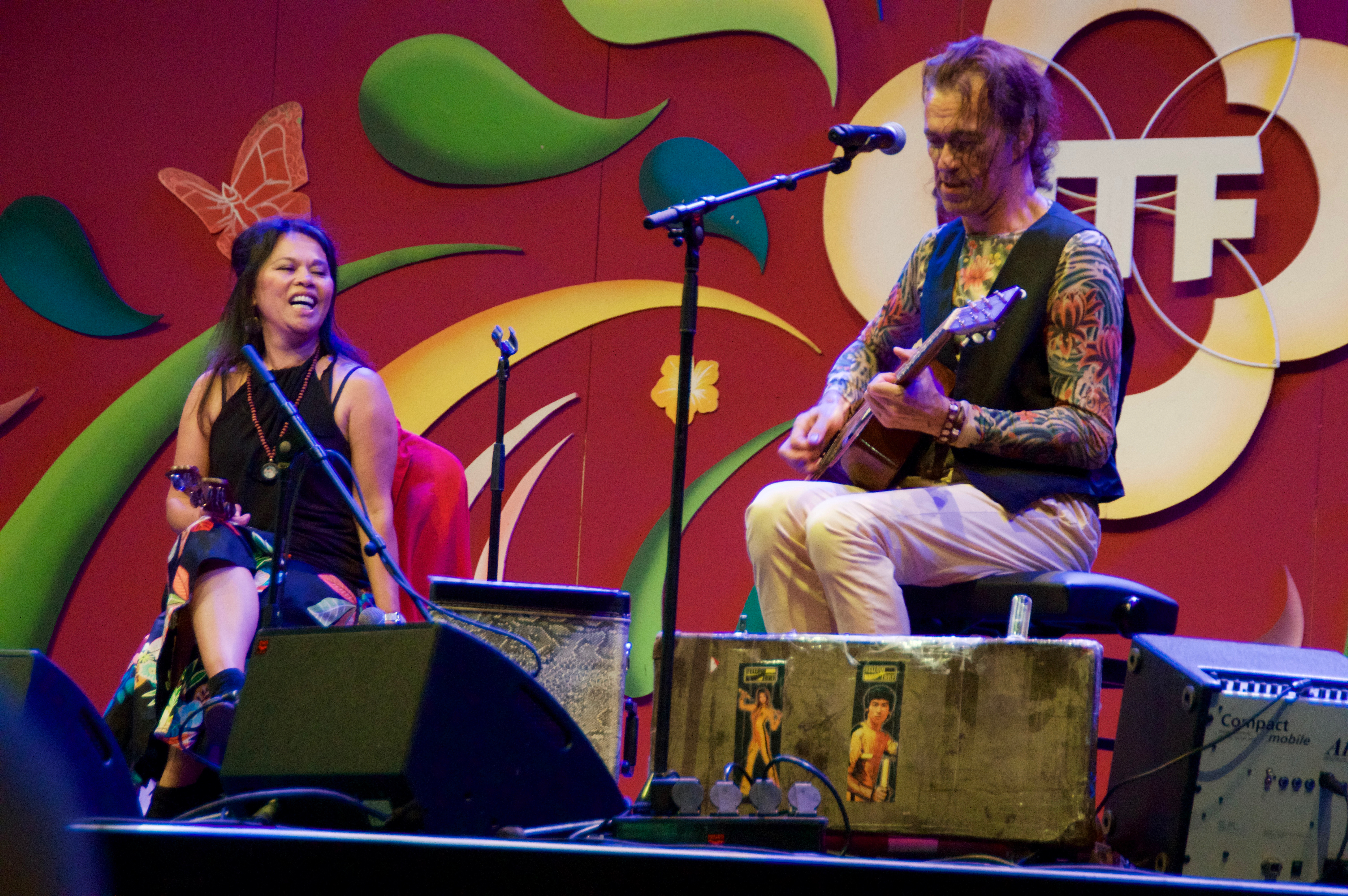
Optreden Julya Lo'ko en Erwin van Ligten op de Tong Tong Fair Malieveld in Den Haag 24 mei 2018

In 1977 richtte ze samen met haar broer Eddy de funkgroep Cheyenne op. De groep bracht 6 singles en 1 lp uit op het label Money. Naast Cheyenne nam ze twee duetten op met Tony Sherman, Too Big For Words en Love's Grown Deep. In 1982 werd de groep ontbonden en werd Julya een veelgevraagde achtergrondzangeres. Ze sloot zich in 1982 aan bij de groep Suara Maluku Band. In de periode 1983-1985 zong Lo'ko in de Rainbow Train van Hans Vermeulen. Ook in 1983 zong ze de intro voor het nummer Putain Putain op het album Choco van de Belgische band T.C. Matic. In 1985 won Julya samen met Astrid Seriese en Mathilde Santing het Knokke Festival. In 1985 deed ze mee aan het Labyrinth project van Jasper van 't Hof en Cesar Zuiderwijk wat haar een Amerikaanse Top 100 single opleverde met Help Me Out. In het jaar 1988 richtte Lo'ko haar eigen band op Lo'ko She-Bang!. In 1990 verscheen hiervan een album. Met Mathilde Santing en Astrid Seriese was ze in 1992 in de theaters te zien met de show The Good Thing.
In 1995 speelde ze de hoofdrol in de musical Bells of Freedom. Deze musical werd ook eenmalig uitgevoerd in Washington D.C. ter gelegenheid van de viering van de betrekkingen tussen Amerika en Nederland. In ditzelfde jaar nam ze haar debuut solo cd Colour me Forever op. In 1996 en 1997 was ze hiermee in de theaters te vinden. In 1999 werd Heartland uitgebracht waarin ze wederom in de theaters te vinden was.
Samen met Angela Groothuizen en Mildred Douglas presenteerde Julya in het najaar van 2001 en het voorjaar 2002 het programma Message In A Bottle als de groep J.A.M.. Op geheel eigen wijze brachten zij nummers van Sting ten gehore in de Nederlandse theaters. In 2004 werd Message In A Bottle geprolongeerd. Mildred Douglas werd vervangen door Berget Lewis. In 2006 ging J.A.M. met een nieuwe theatershow door. Ditmaal zongen zij nummers van Woodstock.
In 2007 was Julya in de theaters te vinden met Billy en Bobby Alessi van de Alessi Brothers met het programma Oceans of Music. Eind 2007 kreeg het programma Christmas Songs of Love and Joy een reprise.
Van oktober tot en met december 2008 bracht Julya samen met haar toenmalige man Erwin van Ligten het programma "Us" in diverse theaters in Nederland.
Tijdens de 52e Tong Tong Fair, in mei 2010, presenteerden Julya en Erwin hun cd Kroncong Baru in het Bintang-theater. In theaterseizoen 2010 - 2011 speelden ze dit repertoire en meer in de voorstelling Kroncong in een aantal theaters in Nederland.
Eind december 2010 trad Julya samen met Micheline van Hautem en Lesley van der Aa op in het Leidse Laktheater met een nieuwe versie van Message in a Bottle. In de begeleidingsband zat behalve Erwin van Ligten ook hun oudste zoon Gino van Ligten als drummer.
Op de 60e Tong Tong Fair, op 24 mei 2018, traden Julya Lo'ko en Erwin van Ligten weer samen op.
In 2022 sprak Lo'ko de stem in van Mei Lee's grootmoeder in de Pixar Animation Studios animatiefilm Turning Red.

## Discografie

### Cheyenne

#### Singles
- 1978 Separated Love
- 1978 Have Yourself a Merry Little Christmas
- 1979 Get Jogging
- 1981 Still The Kinda Man
- 1982 Ev'ry Time I See You
- 1982 No Forgiving

#### Album
- 1982 Money

### Suara Maluku Band

#### Singles
- 1982 Ambon Manis E
- 1982 Hormat Dib'ri

### Labyrinth

#### Singles
- 1986 Help Me Out
- 1986 Give Me Back My Feelings

#### Album
- 1986 Labyrinth

### Lo'ko She Bang!

#### Singles
- 1990 Time Changes
- 1990 Angels

#### Album
- 1990 Lo'ko She Bang!

### Julya Lo'ko

#### Albums
- 1995 Colour Me Forever
- 1999 Heartland
- 2000 Christmas, Songs of Love and Joy
- 2005 Evolution (live cd)
- 2007 Evolution (live DVD)
- 2008 Us (met Erwin van Ligten)
- 2010 Kroncong baru (met Erwin van Ligten)

#### Singles
- 1981 Too Big For Words (met Tony Sherman)
- 1981 Love's Grown Deep (met Tony Sherman)
- 1996 Walking In Circles
- 1999 Soulmates For Life